# Fugong, Fujian
Fugong (kinesiska: 浮宫) är en köping i sydöstra Kina. Den ligger i stadsdistriktet Longhai i staden Zhangzhou i provinsen Fujian, omkring 230 kilometer sydväst om provinshuvudstaden Fuzhou. 